# 土城子乡 (察哈尔右翼中旗)
土城子乡是中华人民共和国内蒙古自治区乌兰察布市察哈尔右翼中旗下辖的一个乡。
2012年1月20日，内蒙古自治区人民政府批复同意从铁沙盖镇划出部分区域，设立土城子乡，辖红土圪塔、新地房、西湾子、新义、天兴隆、苏计沟、向阳、补盖、塔布忽洞、正南房子、元山子、土城子、半梁、西山湾子、黑山子、三层店16个村，乡政府驻土城子。

## 行政区划
土城子乡下辖以下村级行政区划单位：
红土圪塔村、新地房村、西湾子村、新义村、天新龙村、苏计村、向阳村、补盖村、塔布忽洞村、正南房子村、元山子村、土城子村、半梁村、西山湾村、黑山子村和三层店村。